# Carré parfait
En mathématiques, un carré parfait (ou nombre carré s'il est non nul, voire simplement carré s'il n'y a pas ambiguïté) est le carré d'un entier. Dans le système de numération décimal, le chiffre des unités d'un carré parfait ne peut être que 0, 1, 4, 5, 6, ou 9.

## Définition et liste
Un carré parfait est le carré d'un entier naturel.
Un nombre carré est un nombre polygonal (donc entier strictement positif) qui peut être représenté géométriquement par un carré de n × n points.
Les 70 plus petits carrés parfaits sont :
| 02 = 0  | 52 = 25 | 102 = 100 | 152 = 225 | 202 = 400 | 252 = 625 | 302 = 900   | 352 = 1 225 | 402 = 1 600 | 452 = 2 025 | 502 = 2 500 | 552 = 3 025 | 602 = 3 600 | 652 = 4 225 |
| 12 = 1  | 62 = 36 | 112 = 121 | 162 = 256 | 212 = 441 | 262 = 676 | 312 = 961   | 362 = 1 296 | 412 = 1 681 | 462 = 2 116 | 512 = 2 601 | 562 = 3 136 | 612 = 3 721 | 662 = 4 356 |
| 2 = 4   | 72 = 49 | 122 = 144 | 172 = 289 | 222 = 484 | 272 = 729 | 322 = 1 024 | 372 = 1 369 | 422 = 1 764 | 472 = 2 209 | 522 = 2 704 | 572 = 3 249 | 622 = 3 844 | 672 = 4 489 |
| 32 = 9  | 82 = 64 | 132 = 169 | 182 = 324 | 232 = 529 | 282 = 784 | 332 = 1 089 | 382 = 1 444 | 432 = 1 849 | 482 = 2 304 | 532 = 2 809 | 582 = 3 364 | 632 = 3 969 | 682 = 4 624 |
| 42 = 16 | 92 = 81 | 142 = 196 | 192 = 361 | 242 = 576 | 292 = 841 | 342 = 1 156 | 392 = 1 521 | 442 = 1 936 | 492 = 2 401 | 542 = 2 916 | 592 = 3 481 | 642 = 4 096 | 692 = 4 761 | Les nombres carrés sont les carrés parfaits non nuls, le n-ième étant n2.

## Propriétés
Les mathématiciens se sont beaucoup intéressés à certaines propriétés concernant les nombres carrés. La plus connue, notamment pour sa référence au théorème de Pythagore, est l'égalité 32 + 42 = 52, le plus petit des triplets pythagoriciens. D'après le théorème de Fermat-Wiles, démontré en 1995, il n'y a que les nombres carrés qui peuvent former une identité comme celle des triplets pythagoriciens. Par exemple, il n'y a aucune solution à l'équation a3 + b3 = c3 avec a, b, et c entiers non nuls.
Plusieurs autres propriétés relatives aux carrés parfaits sont mentionnées dans la suite de ce chapitre, où a, b, et c sont des entiers naturels.
- 1. Si a et b sont des carrés parfaits, alors le produit ab est aussi un carré parfait.

- 2. a ≠ 0 ; {\displaystyle a} est un carré parfait si, et seulement si, tous les exposants dans sa décomposition en produit de facteurs premiers sont pairs.

- 3. ab ≠ 0 ; si ab est un carré parfait et si a et b sont premiers entre eux, alors a et b sont aussi des carrés parfaits[1].
Ne pas oublier la seconde condition. Par exemple : 12×3 = 62, mais 12 et 3 ne sont pas premiers entre eux ; 12 et 3 ne sont pas des carrés parfaits.

- 4. a ≠ 0 ; a(a + 1) et a(a + 2) ne sont pas des carrés parfaits.

- 5. a ≠ 0 ; a est un carré parfait si, et seulement si, le nombre de ses diviseurs est impair.

- 6. Un carré parfait ne peut se terminer que par 0, 1, 4, 5, 6, ou 9 dans le système décimal.

Attention, la réciproque n'est pas vraie : par exemple {\displaystyle 10} se termine par {\displaystyle 0} mais n'est pas un carré parfait.
Ceci est un cas d'application des propriétés des résidus quadratiques modulo un entier. On dit qu'un entier q est un résidu quadratique modulo un entier m s'il existe un entier n tel que : {\displaystyle q\equiv {n^{2}}{\bmod {m}}}. Ce concept permet notamment de démontrer sans calcul que certaines équations diophantiennes n'admettent pas de solution. Par exemple, avec {\displaystyle k} entier, l'équation {\displaystyle n^{2}=4k+2} n'admet pas de solution dans {\displaystyle \mathbb {Z} }. En effet, les résidus quadratiques modulo {\displaystyle 4} étant {\displaystyle 0} et {\displaystyle 1}, un carré parfait ne peut pas posséder un reste égal à {\displaystyle 2} dans la division euclidienne par {\displaystyle 4}.

Illustration de la propriété de la somme des premiers cubes pour n=5.

- 7. Le n-ième nombre carré est égal à la somme des n premiers nombres impairs positifs:

{\displaystyle \sum _{i=1}^{n}(2i-1)=1+3+5+\dots +(2n-1)=n^{2}.}
Cette propriété fournit un moyen pratique pour former une table de carrés. Elle peut être représentée et utilisée sous forme de gnomons : la représentation du premier nombre carré, 1, est un point ; celle du n-ième, n2, s'obtient en bordant deux côtés consécutifs du (n − 1)-ième carré de points par un « L » de 2n – 1 points :
| 1 = 12 |  |  | 1 + 3 = 4 = 22 |  |  | 4 + 5 = 9 = 32 |  |  | 9 + 7 = 16 = 42 |  |  | 1 + 3 + 5 + 7 = 42 | Elle est aussi utilisée comme méthode d'extraction de racine carrée, y compris avec un boulier.
- 8. Le n-ième nombre carré est égal à la somme des n-ième et (n − 1)-ième nombres triangulaires :

{\displaystyle {\frac {n(n+1)}{2}}+{\frac {n(n-1)}{2}}=n^{2}.}
- 9. La somme des n-ième et (n − 1)-ième nombres carrés est égale au n-ième nombre carré centré[5].

- 10. La somme des n premiers nombres carrés est égale au n-ième nombre pyramidal carré :

{\displaystyle \sum _{i=1}^{n}i^{2}=1^{2}+2^{2}+3^{2}+\dots +n^{2}={n(n+1)(2n+1) \over 6}.}
- 11. La somme des n premiers cubes, {\displaystyle \sum _{i=1}^{n}i^{3}} , est un carré parfait. Plus précisément :

{\displaystyle \sum _{i=1}^{n}i^{3}=\left(\sum _{i=1}^{n}i\right)^{2}=\left({\frac {n(n+1)}{2}}\right)^{2}}.

## Calcul mental

### Calculer facilement le carré d'un entier
On peut calculer mentalement les carrés des nombres entiers s'écrivant avec deux (voire trois) chiffres en notation décimale assez facilement. Soit un nombre x s'écrivant {\displaystyle 10a+b}, avec b un chiffre non nul. On obtient son carré facilement en calculant de la façon suivante :
- {\displaystyle x^{2}=(x+b)\times a\times 10+b^{2}} si b est compris entre 1 et 4,
- {\displaystyle x^{2}=a(a+1)\times 100+25} si b est égal à 5,
- {\displaystyle x^{2}=(x-b')\times (a+1)\times 10+b'^{2}} si b est compris entre 6 et 9, avec {\displaystyle b'=10-b}.

Cela réduit la difficulté du calcul au produit d'un nombre de deux chiffres par un nombre réduit à un chiffre, et à l'élévation au carré des nombres 1 à 4. Ainsi :
- {\displaystyle 62^{2}=64\times 6\times 10+2^{2}=3840+4=3844}
- {\displaystyle 65^{2}=6\times 7\times 100+25=4200+25=4225}
- {\displaystyle 76^{2}=72\times 8\times 10+4^{2}=5760+16=5776}

### Trouver la partie entière de la racine carrée d'un entier sans division ni multiplication
La propriété 7 permet de calculer tous les carrés d'entiers par addition d'entiers impairs. Elle permet également de connaitre la partie entière de la racine carrée d'un entier en n'utilisant que l'addition.
On procède comme suit : pour un entier quelconque {\displaystyle a}, on réalise progressivement l'addition des premiers nombres impairs.
Alors, pour un certain rang {\displaystyle n}, on a : {\displaystyle \sum _{i=1}^{n}(2i-1)=n^{2}\leqslant a<(n+1)^{2}=\sum _{i=1}^{n+1}(2i-1)} , soit {\displaystyle n\leqslant {\sqrt {a}}<n+1} . Donc la partie entière de la racine carrée {\displaystyle a} est égale à {\displaystyle n}, qui est le nombre maximal de nombres impairs qu'on a pu additionner sans dépasser {\displaystyle a}, ou encore le nombre de boules formant le côté du gnomon correspondant.
Si l'on tombe exactement sur {\displaystyle a}, c'est que {\displaystyle a} est un carré parfait, de racine carrée égale à {\displaystyle n}.

## Carrés parfaits dans le monde réel

### Carrés parfaits dans des créations humaines
Les carrés parfaits sont présents dans de très nombreux ouvrages  d'algèbre et de géométrie. Comme ils peuvent être représentés par des carrés géométriques, ils se retrouvent également dans différentes réalisations humaines, notamment :
- jeux : échiquiers (carrés parfaits de 8x8), damiers (carrés parfaits de 8x8 ou 10x10), tabliers de Go (carrés parfaits de 9x9, 13x13 ou 19x19). Et le célèbre Rubik's Cube, décliné en de multiples variantes depuis sa création en 1974, se présente, dans sa forme originelle, comme un cube parfait de 3x3x3, chacune de ses six faces étant un carré parfait de 3x3.
- éléments d'architecture et de décoration : les carrelages réalisés en pose droite avec des carreaux carrés montrent des carrés parfaits pouvant atteindre une très grande taille. Certaines techniques de pose de parquet font également apparaître des carrés parfaits. De même, des plafonds  à caissons carrés montrent, dès l'Antiquité, des carrés parfaits, comme à la Maison Carrée de Nîmes.

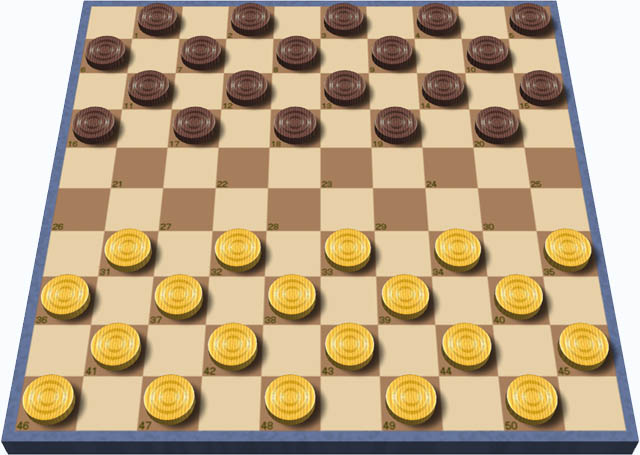
Damier, carré parfait de 10x10.
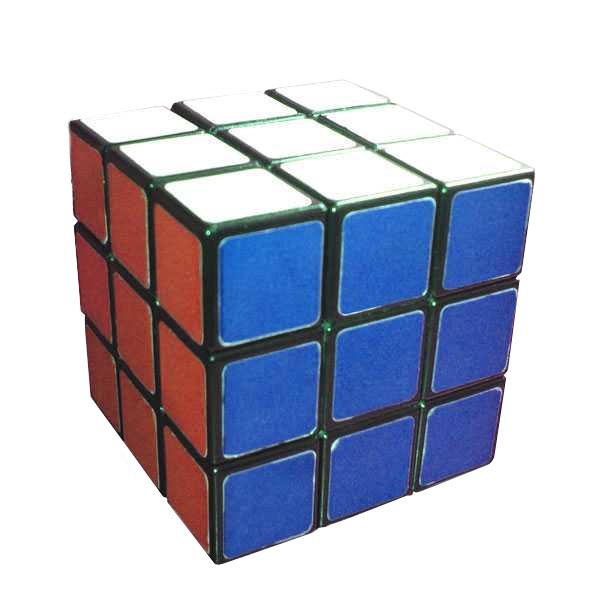
Rubik's Cube dont chaque face est un carré parfait 3x3.
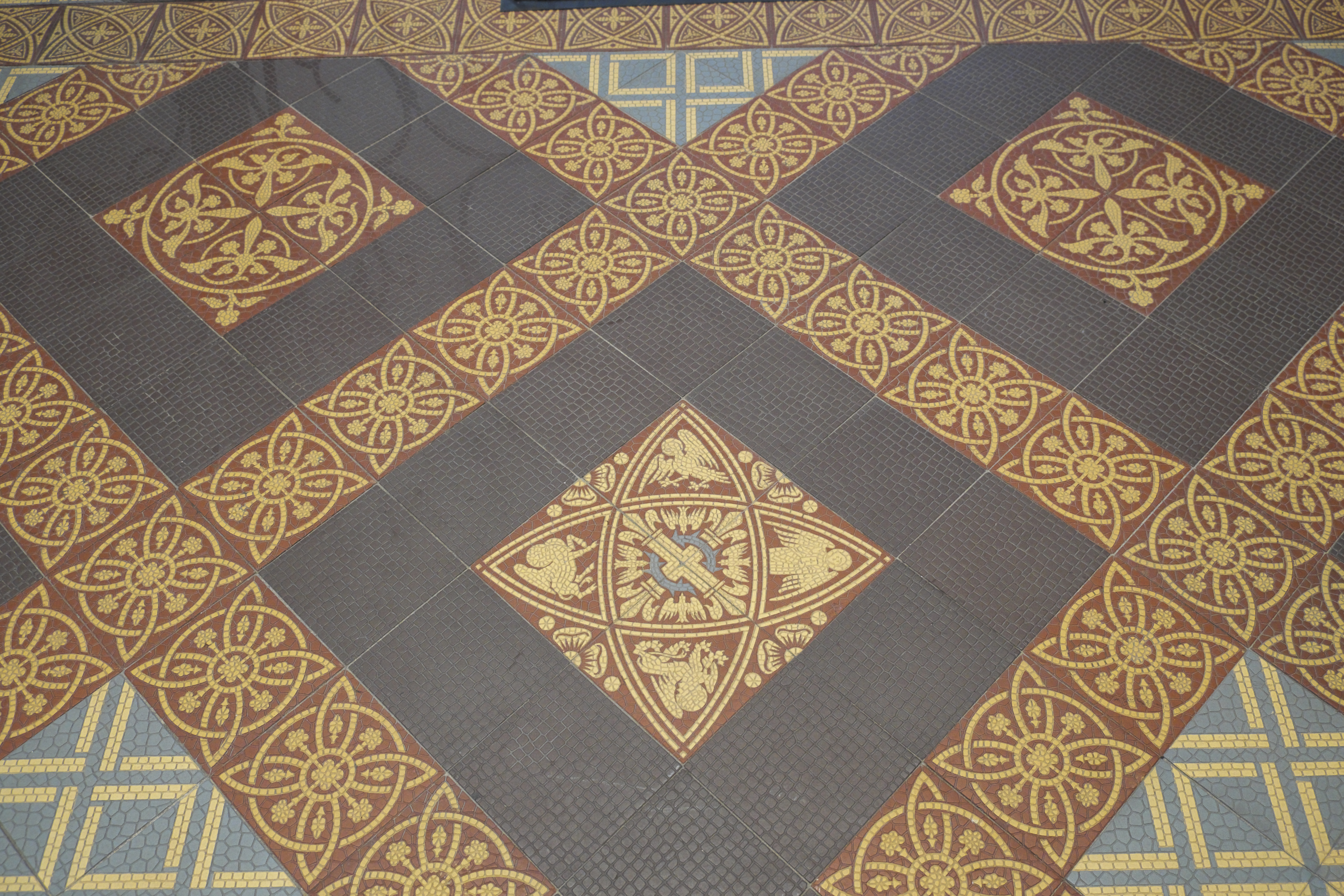
Carrelage montrant des carrés parfaits de 2x2, 4x4 et 6x6.

### Carrés parfaits dans la nature
Les carrés parfaits sont présents dans la structure cristalline de certains éléments naturels, notamment ceux dont  la maille constitutive est un cube, tels le polonium, le fer, le  chrome,le tungstène, l'aluminium, le cuivre, l'or, l'argent, etc. La structure de ces éléments est constituée par l'association de ces mailles élémentaires pouvant former des cristaux cubiques contenant un très grand nombre d'atomes, dont chacune des six faces est un carré parfait.

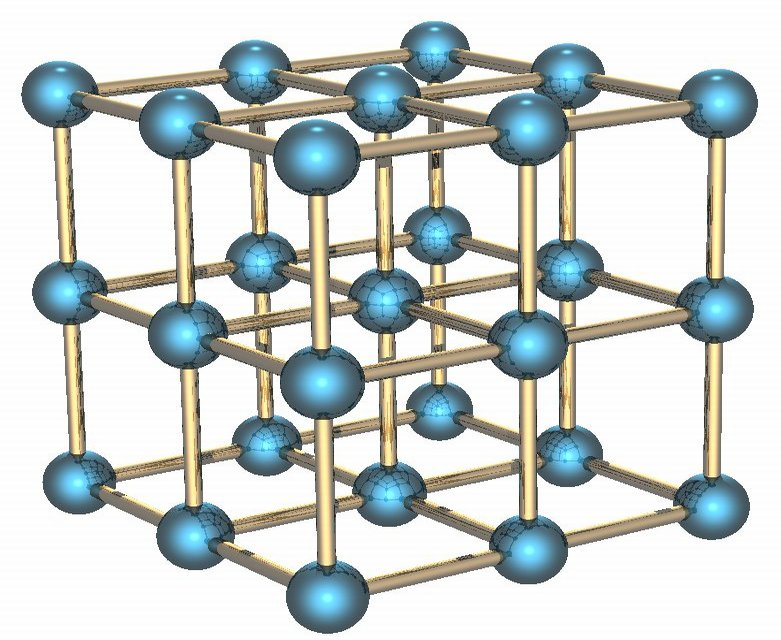
Représentation de la structure cristalline du Polonium (Po): cristal cubique de 2x2x2 dont chacune des six faces est un carré parfait 2x2.
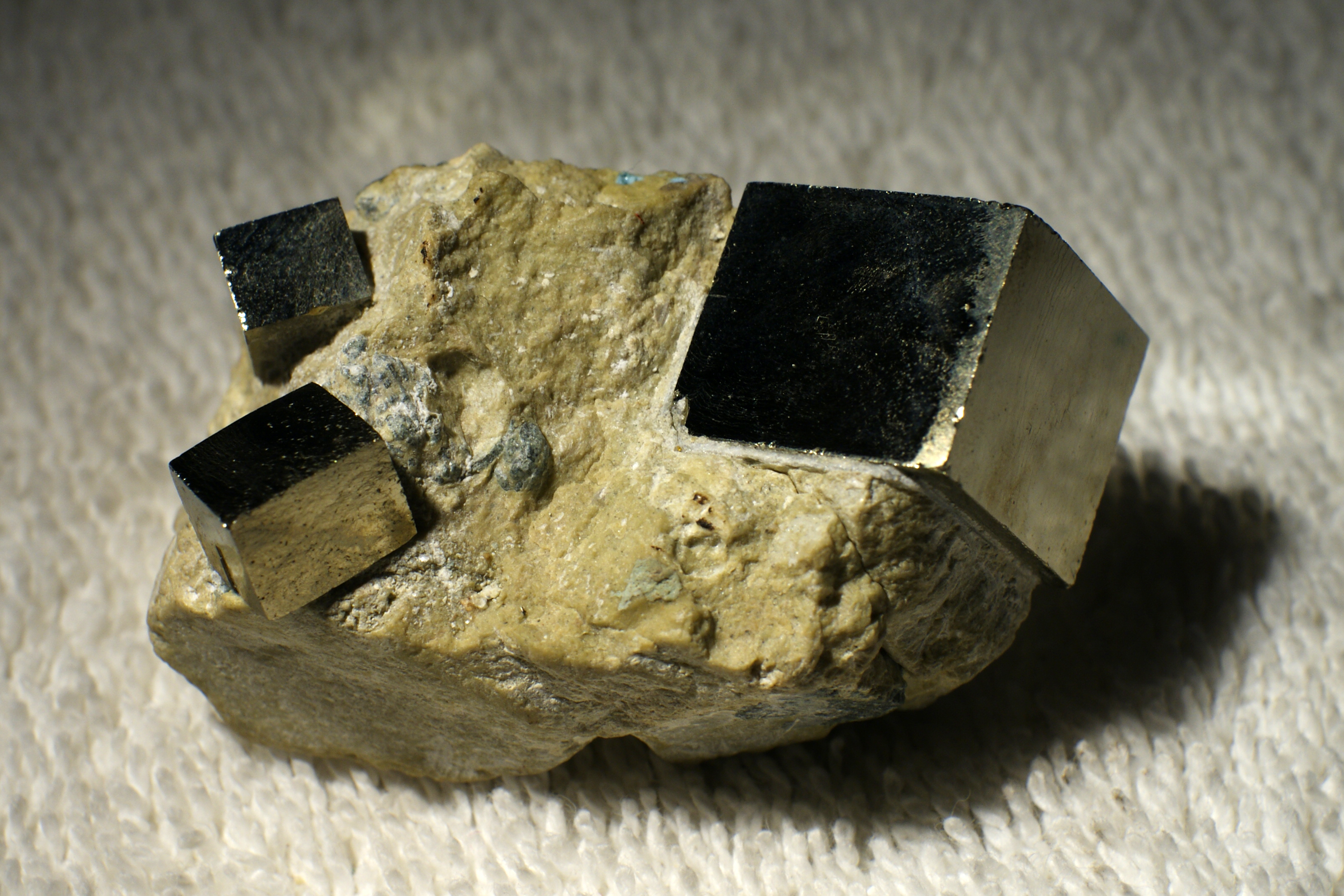
Bloc de roche contenant trois cristaux de pyrite (FeS2). La structure cristalline de la pyrite est cubique, et les faces de ses cristaux cubiques sont des carrés parfaits.